# Trittame loki
Trittame loki là một loài nhện trong họ Barychelidae. Loài này phân bố ờ Queensland.